# Cây nhiệt đới (thiết bị quân sự)
Cây nhiệt đới là thiết bị trinh sát của Mỹ dùng để phát hiện người, vũ khí, xe cơ giới... qua chấn động, từ trường và âm thanh phát ra khi các đối tượng hoạt động, đồng thời tự động truyền tín hiệu về trung tâm tác chiến điện tử.  “Cây nhiệt đới” (tên do Việt Nam đặt) được thả từ máy bay bằng dù định hướng hoặc do bộ binh đặt.

## Lịch sử
Sau Chiến tranh thế giới thứ 2, chiến tranh điện tử - thông tin với cường độ cao trong các cuộc chiến tranh hiện đại đã huy động những thành tựu khoa học, công nghệ tiên tiến vào cuộc chiến. Cuộc chiến tranh điện tử (trong đó có hệ thống trinh sát điện tử hiện đại) phức tạp nhất, đa dạng nhất đã diễn ra trong chiến tranh xâm lược của Mỹ ở Việt Nam. 
Giai đoạn đầu những năm 60 của thế kỷ 20, để ngăn chặn những chuyến hàng chở quân và hàng hóa của miền Bắc Việt Nam vào chi viện cho miền Nam, Quân đội Mỹ đã triển khai chiến dịch tác chiến điện tử rộng khắp trên toàn bộ miền Nam Việt Nam, nhất là trên tuyến đường Trường Sơn. Lúc đầu, để phát hiện những đoàn xe và các đơn vị hành quân vào miền Nam, không quân hải quân Mỹ sử dụng các cảm biến thu âm (chiều dài 91 cm, đường kính 12 cm, nặng 12 kg; bình ắc quy nuôi khí tài trong vòng 30-45 ngày), được dùng trong các phao thủy âm chống ngầm, ném từ máy bay bằng dù ngụy trang xuống các cánh rừng của Việt Nam. Nhưng do dù bay thường không định hướng nên các thiết bị này rơi tản mát, hiệu quả trinh sát thấp. Để khắc phục nhược điểm này, từ năm 1966 Mỹ đã phát triển chương trình trinh sát điện tử theo phương án sử dụng các cảm biến trong Chiến dịch Igloo White (nằm trong kế hoạch chiến tranh điện tử của Mĩ ở VN tiếp theo sau hàng rào điện tử Mc Namara), theo đó các cảm biến được nghiên cứu nâng cấp, cải tiến là thiết bị phát hiện cảm ứng rung chấn thả từ trên không (Air Delivered Seismic Intrusion Detector).

## Cấu tạo
Các bộ phận chính của Cây nhiệt đới gồm: máy thu tiếng động, bộ xử lí tín hiệu, máy phát, nguồn điện và anten cần (có dạng cành cây không lá, 1 cành đứng, 4 cành ngang đối xứng được sơn màu ngụy trang). Một số có dù và bộ phận tự hủy. 
Các Cây nhiệt đới khi ném xuống (hoặc đặt) sẽ cắm sâu xuống đất, xòe các anten thu tín hiệu. Riêng đối với Cây nhiệt đới thế hệ thứ ba, là các Cây nhiệt đới thu cả âm thanh, địa chấn và từ trường, micro chỉ hoạt động (tự động bật) khi có từ trường hoặc địa chấn tương đương xe ô tô chạy qua (do đó tăng được thời gian làm việc của bình ắc quy lên 90 ngày).

## Phân loại
Cây nhiệt đới có nhiều loại khác nhau, như: thiết bị thám sát địa chấn thả từ trên không, thiết bị thám sát âm thanh được cài đặt bằng lính bộ binh, thiết bị thám sát âm thanh thả bằng máy bay phản lực, thiết bị dò tìm âm thanh của máy bay trực thăng, thiết bị dò tìm âm thanh, địa chấn của thám báo...
Cự li phát hiện với người 15-35 m, với ô tô 300-400 m; thời gian hoạt động 15-65 ngày (Cây nhiệt đới thế hệ thứ ba lên tới 90 ngày), công suất phát 150-300 mW, khối lượng 5-17 kg. Sau khi Cây nhiệt đới được rải và kích hoạt, tín hiệu thu được phát lên không trung cho các máy bay tác chiến điện tử ở độ cao 15-20 km, máy bay lập tức phát thông tin về các trung tâm chỉ huy, trong đó có Trung tâm Tác chiến Điện tử Mỹ đặt tại Trung tâm Cảnh giới xâm nhập (Infiltration Surveillance Center) ở Thái Lan. Từ những thông tin thu thập được, sẽ xác định những tuyến đường vận tải, kho tàng và khu tập trung xe máy, từ đó ra quyết định công kích bằng đường không.

## Sử dụng thực tế
Cây nhiệt đới được Quân đội Mỹ sử dụng rộng rãi trong chiến tranh xâm lược Việt Nam; ban đầu được nghiên cứu triển khai dọc khu phi quân sự đến biên giới Việt Nam - Lào (kết hợp với các loại khí tài khác như rađa, hàng rào dây thép gai, các bãi mìn...); sau đó, được triển khai với quy mô lớn dọc tuyến đường Trường Sơn (từ năm 1968 đến năm 1972 và cả giai đoạn tiếp theo cho đến khi Mỹ rút quân khỏi Việt Nam, năm 1973). Thời gian đầu, những Cây nhiệt đới được thả xuống các khu vực đường vận tải bằng máy bay hải quân OP-2 Neptune, sau đó được rải bằng nhiều loại phương tiện khác nhau như: máy bay phản lực, máy bay trực thăng hoặc do lực lượng thám báo cài đặt. Số lượng Cây nhiệt đới được thả (đặt) năm 1969 là 5.000 chiếc, đến năm 1972 lên đến 40.000 chiếc.
Để khắc chế Cây nhiệt đới, có thể dùng dây buộc các anten thành một chùm sẽ làm mất tác dụng hoặc dùng các biện pháp chống chiến tranh điện tử như sử dụng thiết bị phát âm thanh làm giả tiếng động cơ xe máy, quân di chuyển, chạy máy nổ... để nghi binh, đánh lừa địch.